# 1712 أنغولا
1712 Angola هو كويكب، يقع ضمن حزام الكويكبات. اكتشف في 28 مايو 1935. وقد اكتشفه سيريل جاكسون.

## روابط خارجية
- 1712 أنغولا في قاعدة بيانات مختبر الدفع النفاث لأجرام النظام الشمسي الصغيرة

- الاكتشاف · مخطط المدار ·  العناصر المدارية · المعلمات المادية

- 1712 أنغولا على موقع ويكي سكاي: DSS2, SDSS, GALEX, IRAS, Hydrogen α, X-Ray, Astrophoto, Sky Map, Articles and images